# Egretta tricolor
L'airone tricolore (Egretta tricolor P.L.Statius Müller, 1776), noto anche come airone della Louisiana, è un uccello della famiglia degli Ardeidi.